# Калиново (Тверская область)
Кали́ново — деревня в Калининском районе Тверской области. Относится к Никулинскому сельскому поселению.

## География
Расположена к юго-западу от Твери на Старицком шоссе (дорога 28К-0576 «Тверь—Ржев»), 7-й км от Тверской объездной дороги. Рядом (0,7 км) деревня Даниловское.

## История
В Списке населенных мест 1859 года значится казённая деревня Дешёвкино, 16 дворов, 121 житель. Во второй половине XIX — начале XX века деревня относилась к Никулинской волости Тверского уезда.
В 1930-60-х годах относилась к Даниловскому сельсовету в составе Калининского района Калининской области.
Во время Великой Отечественной войны (декабрь 1941 года) в районе деревни Дешёвкино шли ожесточенные бои за освобождение города Калинина. В деревне братская могила воинов Калининского фронта.
В 1967 г. указом президиума ВС РСФСР деревня Дешёвкино переименована в Калиново.

## Население
| 2010 |
| ---- |
| 24   |